# Dsjanis Lapzeu
Dsjanis Iharawitsch Lapzeu (belarussisch Дзяніс Ігаравіч Лапцеў; * 1. August 1991 in Masyr) ist ein belarussischer Fußballspieler.

## Karriere

### Verein
Lapzeu begann seine Karriere beim FK Slawija-Masyr. Zur Saison 2010 wurde er an den Drittligisten FK Wertykal Kalinkawitschy verliehen. Im Sommer 2010 kehrte er wieder nach Masyr zurück, wo er bis Saisonende zehnmal in der Perschaja Liha spielte. In der Saison 2011 kam er zu 27 Zweitligaeinsätzen, in denen er viermal traf. Mit Slawija-Masyr stieg er zu Saisonende in die Wyschejschaja Liha auf. Im August 2012 gab er dann sein Debüt im Oberhaus. In seiner ersten Erstligaspielzeit kam er fünfmal zum Einsatz. In der Spielzeit 2013 absolvierte er 23 Spiele, in denen er neun Tore erzielte. Mit Masyr stieg er aber wieder in die Perschaja Liha ab.
In der zweiten Liga erzielte er in der Saison 2014 23 Tore in 28 Einsätzen und wurde damit Torschützenkönig, Slawija-Masyr stieg direkt wieder ins Oberhaus auf. Nach 13 Einsätzen und neun Toren zu Beginn der Saison 2015 wechselte Lapzeu im Juli 2015 nach Russland zum Zweitligisten FK Tosno. Für Tosno absolvierte er bis zur Winterpause 2015/16 14 Spiele in der Perwenstwo FNL. Im Februar 2016 kehrte der Angreifer leihweise wieder nach Masyr zurück. Bis Juli 2016 kam er zu 15 Einsätzen. Im Juli 2016 wurde er innerhalb der Liga an den FK Schachzjor Salihorsk weiterverliehen. In Salihorsk erzielte er bis Saisonende sechs Tore in 14 Einsätzen.
Zur Saison 2017 wurde Lapzeu von Schachzjor fest verpflichtet. In der Saison 2017 gelangen ihm zehn Tore in 29 Spielen, 2018 zwölf in 26. Zur Saison 2019 schloss der Offensivspieler sich dem Ligakonkurrenten FK Dinamo Brest an. Für Brest kam er in der Saison 2019 zu 29 Einsätzen, in denen er zwölfmal traf. Mit Dinamo wurde er Meister. In der Saison 2020 erzielte er elf Tore in 26 Spielen. Zur Saison 2021 wechselte er innerhalb der Stadt zum Ligakonkurrenten FK Ruch Brest. Für Ruch kam er 28 Mal in der Wyschejschaja Liha zum Einsatz und erzielte neun Tore, nach der Saison 2021 löste sich Ruch allerdings auf.
Im Januar 2022 wechselte Lapzeu daraufhin ein zweites Mal nach Russland, diesmal zum Zweitligisten Torpedo Moskau. Für Torpedo spielte er bis zum Ende der Saison 2021/22 13 Mal in der FNL und erzielte dabei fünf Tore, mit den Moskauern stieg er in die Premjer-Liga auf. In dieser kam er viermal für Torpedo zum Einsatz. Im Februar 2023 kehrte er in seine Heimat zurück und wechselte zu BATE Baryssau.

### Nationalmannschaft
Lapzeu debütierte im Juni 2015 in einem Testspiel gegen Russland für die belarussische Nationalmannschaft.